# Bocicoiu Mare (gmina)
Bocicoiu Mare – gmina w Rumunii, w okręgu Marmarosz. Obejmuje miejscowości Bocicoiu Mare, Crăciunești, Lunca la Tisa i Tisa. W 2011 roku liczyła 3818 mieszkańców.